# Lišane Ostrovičke
Lišane Ostrovičke est un village et une municipalité située dans le comitat de Zadar, en Croatie. Au recensement de 2001, la municipalité comptait 764 habitants, dont 92,67 % de Croates et 5,89 % de Serbes ; le village seul comptait 680 habitants.

## Localités
La municipalité de Lišane Ostrovičke compte 3 localités :
- Dobropoljci
- Lišane Ostrovičke
- Ostrovica